# Взятие Нарбона (720)
Взятие Нарбона — осада и захват в 720 году войском мавров под командованием вали Аль-Андалуса аль-Самха ибн Малика аль-Хавлани города Нарбон, находившегося под властью последнего короля вестготов Ардо. Один из основных эпизодов арабского завоевания Септимании.

## Предыстория
После уничтожения маврами Вестготского королевства и включения в 711—713 годах его большей части в Омейядский халифат под контролем вестготского короля Ардо остались только земли Септимании с городами Нарбон, Каркасон и Ним. Последние области к югу от Пиренеев были утеряны вестготами в 717—718 годах, когда маврами под командованием вали Аль-Андалуса аль-Хурра ас-Сакафи был захвачен Арагон, а затем разорены Таррагона и Ампурьяс.

## Осада и взятие Нарбона
В 719 году новому вали аль-Самху ибн Малику аль-Хавлани удалось опустошить оборонительную линию вестготов и вторгнуться в Руссильон. Затем была атакована столица короля Ардо, город Нарбон. Так как тот был хорошо укреплён, возглавляемой аль-Самхом ибн Маликом аль-Хавлани арабо-берберской армии не удалось сразу же захватить город. Зиму мавры провели в набегах на окрестности Нарбона, а в следующем году приступили к осаде города. В результате штурма мусульманским воинам удалось ворваться в Нарбон. Все защищавшие город воины были убиты, также как и большое число местных жителей. Возможно, среди погибших был и последний вестготский король Ардо. Город был разграблен и частично разрушен.

## Последствия
В Нарбоне был оставлен арабский гарнизон, в то время как основные силы мавров продолжили завоевание окрестных земель. Вскоре войском Аль-Симха были захвачены города Безье, Лодев, Агд, Магелона. Последние крупные города бывшего Вестготского королевства — Каркасон и Ним — были захвачены маврами только в 725 году. Первый был взят после осады; второй также оказал завоевателям серьёзное сопротивление. Все эти земли были включены в Омейядский халифат как новая провинция, первым вали которой был назначен Утман ибн Наисса.